# Henry Tufnell (homme politique anglais)
Henry Tufnell (1805 – 15 juin 1854) est un homme politique britannique whig.

## Biographie
Il est le fils aîné de William Tufnell de Chichester (député de Colchester, 1806) et fait ses études au Collège d'Eton et à Christ Church, Oxford, où il obtient son baccalauréat en 1829. Pendant son séjour à Oxford, il traduit en anglais avec George Cornewall Lewis le livre de Karl Otfried Müller, The History and Antiquities of the Doric Race.
Il est nommé secrétaire de Robert Wilmot-Horton lorsque ce dernier est gouverneur de Ceylan et de 1835 à 1839, il est secrétaire particulier de Lord Minto lorsque ce comte est premier lord de l'Amirauté.
Il entre à la Chambre des communes en 1837 en tant que parlementaire d'Ipswich, après avoir été battu aux élections de Colchester en 1835, mais perd ce siège un an plus tard. Il est réélu pour Devonport lors d'une élection partielle en 1840 et occupe ce siège jusqu'en 1854. Il occupe des postes mineurs dans les gouvernements de Lord Melbourne et John Russell, et est nommé conseiller privé lors de sa démission pour raisons de santé en 1850.
Il est décédé à l'âge de 49 ans. Il se marie trois fois; tout d'abord en 1830 avec Anne Augusta, la fille de Robert Wilmot-Horton, en 1844, à Frances Byng, fille du comte de Strafford et en 1848 à Anne Primrose, fille du 4e comte de Rosebery. Il a un fils et 2 filles.